# Kurt Hummel
Kurt Hummel är en fiktiv karaktär, spelad av Chris Colfer, i den amerikanska TV-serien Glee, som bland annat visats på TV4 i Sverige. 
Kurt Hummel är homosexuell och ateist. Han är ensambarn som bor med sin pappa Burt; hans mamma dog när han var åtta år. 
Han älskar mode och har aldrig samma kläder på sig två dagar i rad. Han kommer ut som homosexuell för Mercedes Jones i avsnitt 3 och för sin pappa i avsnitt 4. En bit in i serien blir han kär i Finn Hudson, som inte besvarar hans kärlek eftersom han själv är heterosexuell.
Kurt är kontratenor som är det högsta manliga röstläget.
I senare avsnitt, i säsong 2, bor han tillsammans med sin pappa, Finn, och Finn's mamma, Carole, då Carole och Burt gift sig.
Han har även fästman, Blaine Anderson, spelad av Darren Criss